# قصص بيلكين

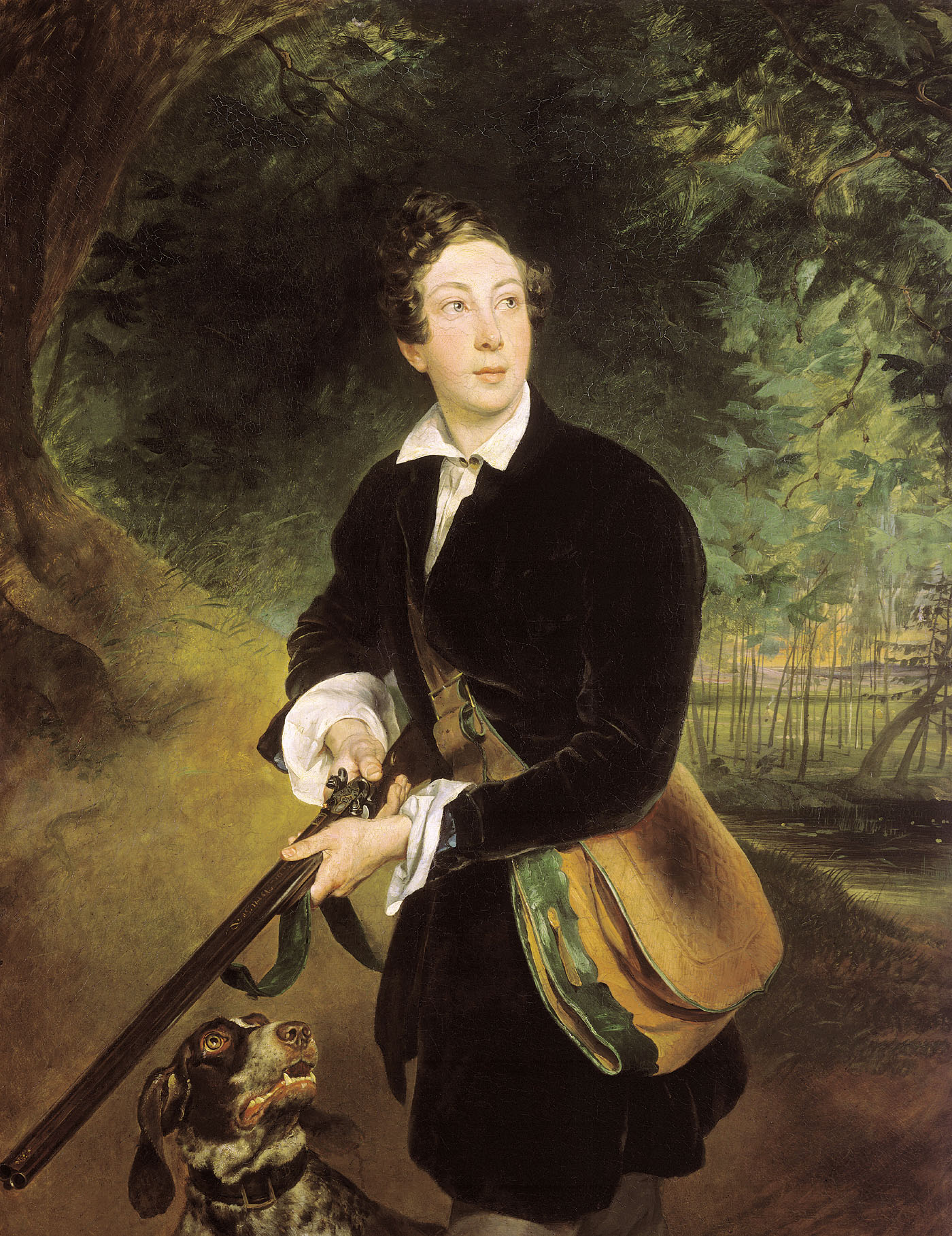

قصص بيلكين أو حكايات الراحل إيفان بتروفش بيلكين (بالروسية: По́вести поко́йного Ива́на Петро́вича Бе́лкина) هي سلسلة قصص للكاتب الروسي ألكسندر سرغييفيتش بوشكين، تتكون من خمس قصص قصيرة تم نشرها بدون تحديد اسم المؤلف.
يتكون الكتاب من مقدمة الناشر وخمس قصص هي:
1. إطلاق نار
2. العاصفة الثلجية
3. الحانوتي
4. ناظر المحطة
5. النبيلة القروية

## النشأة
«قصص بيلكين» أول عمل نثري مكتمل للكاتب بوشكين، جميعها كتبت في قرية بولشوي بولدينو في خريف سنة 1830 وفقًا لتأريخ المؤلف تم الانتهاء من القصص على النحو التالي:
1- الحانوتي: 9 أيلول
2- ناظر المحطة: 14 أيلول
3- النبيلة القروية: 20 أيلول
4- إطلاق نار: 14 تشرين الأول
5- العاصفة الثلجية: 20 تشرين الأول
مقدمة الناشر، التاريخ المحتمل: من النصف الثاني من شهر تشرين الأول، أو من 31 تشرين الأول حتى بداية تشرين الثاني 1830 .
•	نشرت دورة كاملة من قصص بيلكين لأول مرة من قبل AP في سانت بطرسبورغ عام 1331 .

## إيفان يتروفتش بليكن
إيفان بيتروفتش بيلكين شخصية ابتكرها الكاتب بوشكن. إيفان أحد ملاك الأراضي الشباب الذي كان يمارس الكتابة في وقت فراغه حيث أكمل خمس قصص قصيرة. توفي عام 1828.
كُتبت سيرته المختصرة في مقدمة الكتاب. عُرف بيلكين كمؤلف وقائع «قصة قرية غوروخين» إلى جانب سلسلة القصص

## مميزات العمل
بوشكن كتب كل قصة من قصصه باستخدام أكثر من أسلوب من أساليب الأدب الروسي على النحو التالي:
«إطلاق النار» احتوت على أسلوب الواقعية الأدبية، «الحانوتي» تحتوي على عناصر الرواية القوطية، أما بالنسبة لِ «العاصفة الثلجية» و «مدير المحطة» و «النبيلة القروية» فاحتوت كل منها على أسلوب النزعة العاطفية الأدبية. في هذا العمل الأدبي من السهل تخمين موضوع «الرجل الصغير» الذي يتجلى - على سبيل المثال - في قصة «مدير المحطة».

## بعض المنشورات الحديثة
وضعت دار النشر «أزبوكا كلاسيكا» (بالروسية: Азбука Классика) صورة للكونت أليكس كونستانتينوفيتش تولستوي أحد أعمال الفنان كارل برولوف على غلاف كتاب. أما بالنسبة للعلاقة بين مضمون الصورة ومحتوى الكتاب فلم تفسر أبداً.